# Rue Medaets
La rue Medaets (en néerlandais: Medaetsstraat) est une rue bruxelloise de la commune de Woluwe-Saint-Pierre qui va de la rue François Gay à la rue de la Cambre sur une longueur totale de 190 mètres.

## Historique et description

### Origine du nom
Georges Medaets né à Schaerbeek le 27 février 1896 et décédé à Sao Paulo le 8 octobre 1976 est le premier aviateur, avec Jean Verhaegen et Jean-Joseph Coppens, à réaliser le vol aller et retour Bruxelles-Léopoldville entre le 9 mars et le 12 avril 1926. La rue porte son nom depuis son ouverture, en 1928.